# Стариця (Оренбурзький район)
Стари́ця (рос. Старица) — село у складі Оренбурзького району Оренбурзької області, Росія.

## Населення
Населення — 736 осіб (2010; 643 у 2002).
Національний склад (станом на 2002 рік):
- росіяни — 87 %